# 中之保村
中之保村（なかのほむら）は、かつて岐阜県武儀郡にあった村である。
合併で武儀村（1971年に町制施行し、武儀町）となり、現在は関市の一部である。
津保川およびその支流（中之保川）沿いの谷間の村であった。

## 歴史
- 江戸時代初期、この地域は上有知藩領であったが、慶長16年（1611年）に天領となり、元和元年（1615年）より尾張藩領となる。
- 明治時代初期[1]、比根村、拭井村、多々羅村、間吹村、若栗村、梁瀬村が合併し、中之保村となる。
- 1884年（明治17年） - 中之保村と下之保村とで戸長を設置し、戸長役場は下之保村に開設する。
- 1889年（明治22年） - 戸長役場を廃止。中之保村と下之保村は単独に村として成立。
- 1955年（昭和30年）4月1日 - 中之保村、富之保村、下之保村が合併し武儀村となる。

## 教育
- 中之保村立中之保小学校 （2003年に富之保小学校と統合し、武儀東小学校（2021年に統合により関市立武儀小学校））
- 中之保村立中之保中学校 （1968年に下之保中学校、富之保中学校と統合し、武儀中学校。2016年に統合により関市立津保川中学校）